# Pielachtal Straße
Die Pielachtal Straße B 39 ist eine Landesstraße in Österreich. Sie führt auf einer Länge von 44,2 km von St. Pölten durch das Mostviertel zum Naturpark Ötscher-Tormäuer. Die Straße verläuft ab Ober-Grafendorf entlang der Pielach durch die Türnitzer Alpen und wird von der Mariazeller Bahn begleitet, die in diesem Abschnitt auch als Pielachtalbahn bezeichnet wurde.

## Geschichte

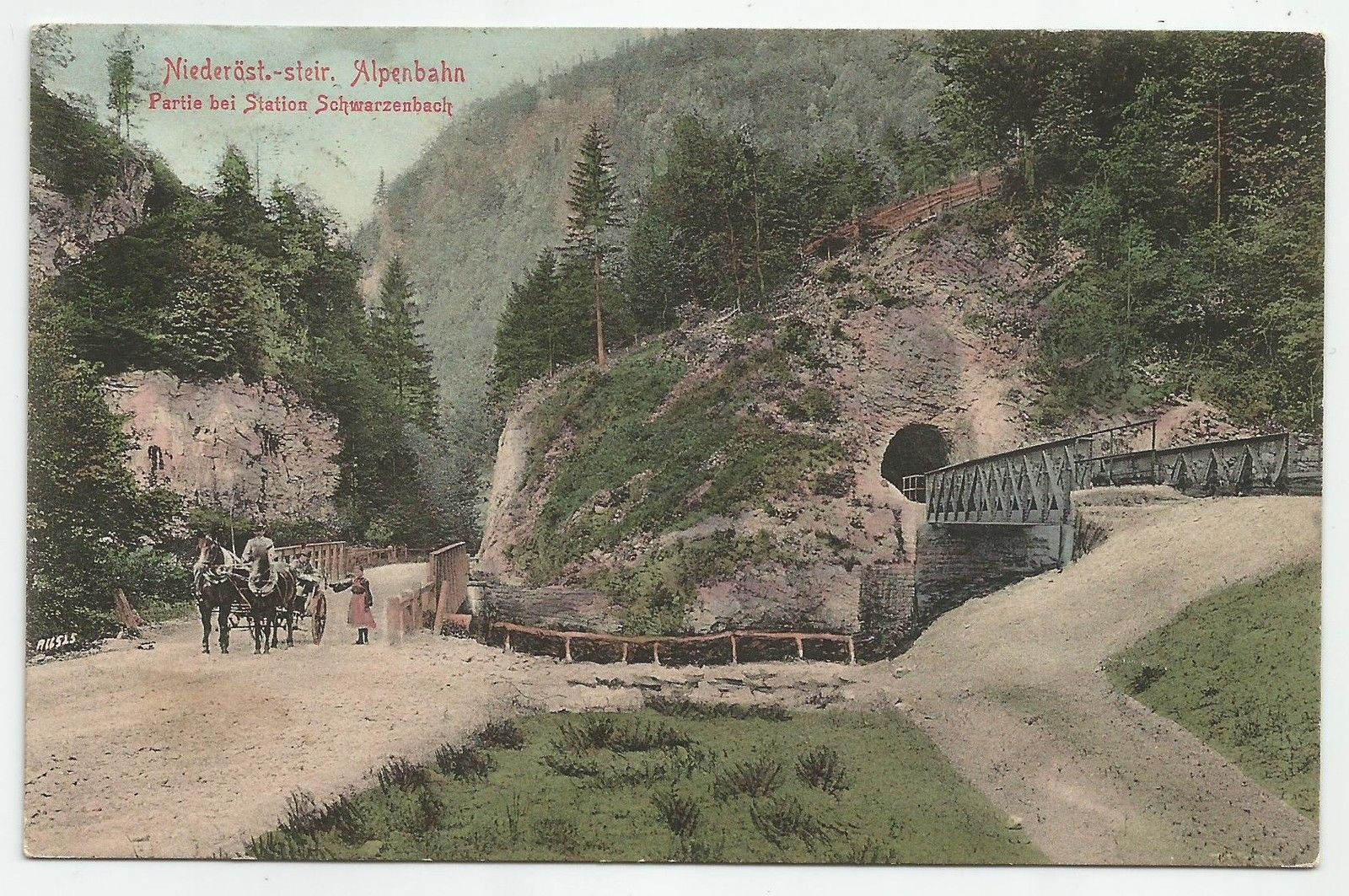
Straße und Mariazellerbahn noch vor der Elektrifizierung beim Gillus in Frankenfels, um 1907

Der Freiherr Georg Anton von Grechtler, Sohn des Großgrundbesitzers Johann Georg von Grechtler, ließ im Jahre 1782 eine Commerzial-Straße anlegen, die von der Mariazeller Straße abzweigte und über Fridau nach Mainburg führte.
Mit dem Inkrafttreten des niederösterreichischen Straßengesetzes vom 19. April 1894 wurde sie in eine Bezirksstraße I. Klasse umgewandelt und mit der Straßennummer I/XVII versehen. Nach dem Anschluss Österreichs wurde diese Straße im Zuge der Vereinheitlichung des Straßensystems am 1. April 1940 in eine Landstraße I. Ordnung umgewandelt und als L.I.O. 44 bezeichnet.
Mit dem Inkrafttreten des niederösterreichischen Straßengesetzes vom 12. Juli 1956 wurden die ehemaligen Bezirksstraßen in Landesstraßen umgewandelt und die heutige Pielachtal Straße als L 102 bezeichnet.
Die Pielachtal Straße gehörte seit dem 1. April 1959 zum Netz der Bundesstraßen in Österreich.